# Walter von Dreyhausen
Walter von Dreyhausen (* 25. Mai 1913 in Teplitz-Schönau, Österreich-Ungarn; † 14. Dezember 1990) war ein deutscher Schriftsteller und Steinkreuzforscher.

## Leben und Wirken
1936 gab er gemeinsam mit Hans Georg Seiler das schmale Gedichtbändchen „Aus Tag und Kampf. Sudetendeutsche Gedichte“ heraus, das im Sudetendeutschen Verlag Franz Kraus erschien. Deutlich spiegelt sich darin die Verbundenheit der Autoren zur Heimat und dem deutschen Volk wider. Diesem Band folgte 1940 die Novelle „Katerina Torkin“. Im gleichen Jahr publizierte er nach mehrjährigen Forschungen die zum Standardwerk gewordene Schrift „Die alten Steinkreuze in Böhmen und im Sudetengau“. Dreyhausen hatte 1938 zum Dr. phil. promoviert und war danach als Bibliothekar an der Heeresbücherei Prag tätig. Die Steinkreuzforschung beschäftigte ihn auch nach der Vertreibung aus der wiedergegründeten Tschechoslowakei nach Ende des Zweiten Weltkrieges.

## Werke (Auswahl)
- (mit Hans Georg Seiler): Aus Tag und Kampf. Sudetendeutsche Gedichte. Sudetendeutscher Verlag Franz Kraus, Reichenberg 1936.
- Die alten Steinkreuze Böhmens in Wort und Bild. Prag, Teplitz-Schönau 1938.
- Die alten Steinkreuze in Böhmen und im Sudetengau. Sudetendeutscher Verlag Franz Kraus, Reichenberg 1940.
- Katerina Torkin [Novelle]. Deutscher Volksverlag, München [1940].
- Die alten Steinkreuze in Böhmen. Arbeitsgemeinschaft Denkmalforschung, [Frankfurt Main] 1979.